# Наумовка (Иркутская область)
Наумовка — деревня в Баяндаевском районе Иркутской области России. Входит в состав Курумчинского муниципального образования. Находится примерно в 34 км к юго-западу от районного центра.

## Население
По данным Всероссийской переписи, в 2010 году в деревне проживали 183 человека (97 мужчин и 86 женщин).